# هتل بزرگ شیراز
هتل بزرگ شیراز یا هتل شیراز یک هتل پنج ستاره در بلوار آیت‌الله ربانی شیراز و در نزدیکی دروازه قرآن است. این هتل نیز تنها هتل ۵ ستاره گرید آ شیراز می باشد. ساخت این هتل در اوایل دهه ۷۰ آغاز شد و در طول سالیان به دلایل مختلف ساخت آن متوقف یا با کندی مواجه شد. سرانجام در مهرماه ۱۳۹۲ فاز اول آن بازگشایی و در نهایت در بهمن ماه ۱۳۹۳ مجموعه هتل رسماً افتتاح شد.
هتل شیراز با نمای کشتی‌مانند که طراحی مهرداد خلیلی فرد می‌باشد، دارای ۱۴ طبقه و ۵۳ متر ارتفاع است. این هتل ۱۵۸ اتاق با ظرفیت پذیرایی از ۳۵۰ میهمان دارد. بزرگ‌ترین رستوران گردان ایران در این هتل قرار دارد. هتل بزرگ شیراز از سوی اداره صنعت معدن و تجارت استان فارس به عنوان هتل نمونه استان فارس برگزیده شده و به گفته وبگاه تریپ ادوایزور یکی از ۱۰ هتل برتر ایران است.صاحب این هتل کسری لیموچی است.

## نگارخانه

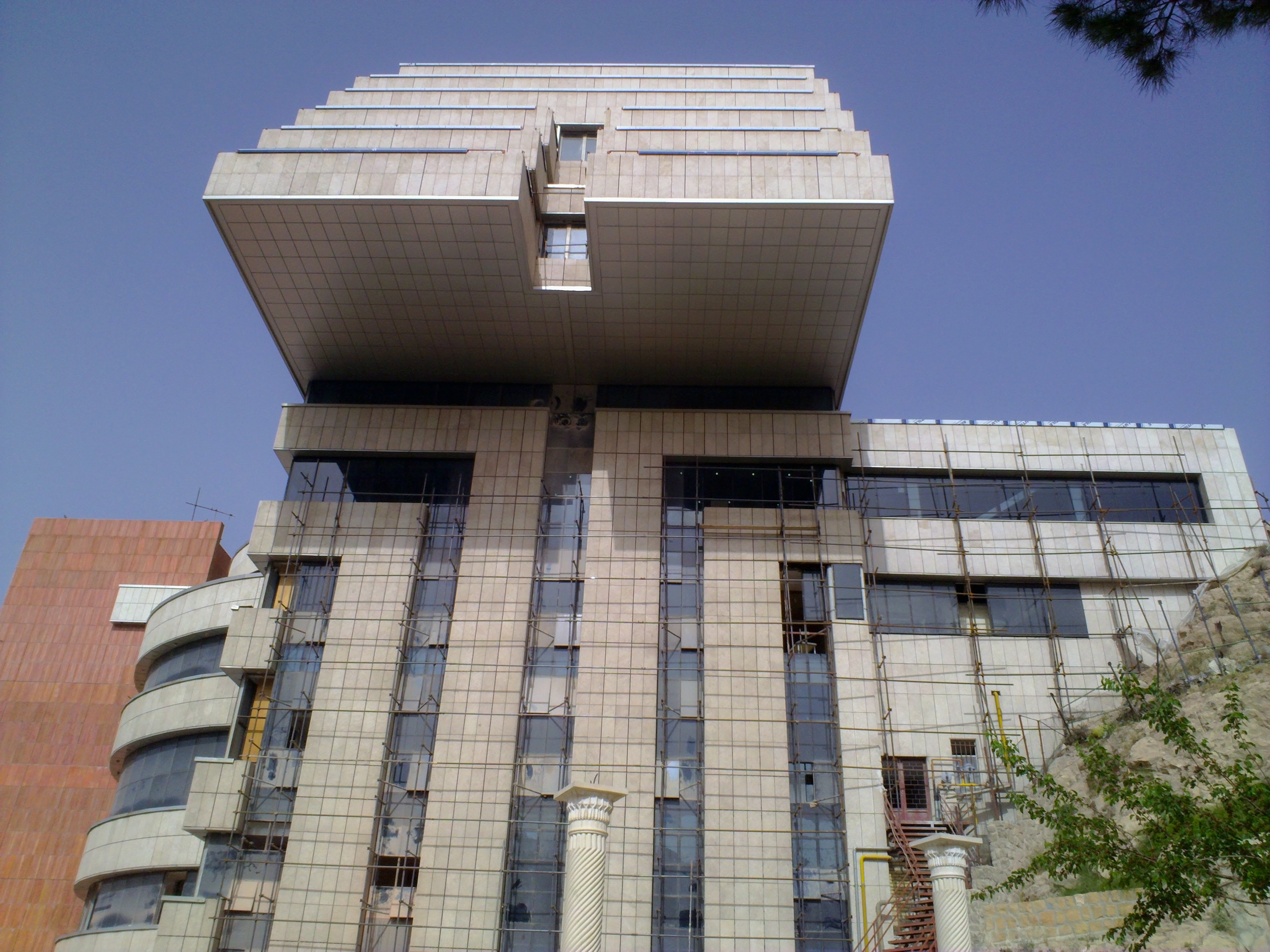
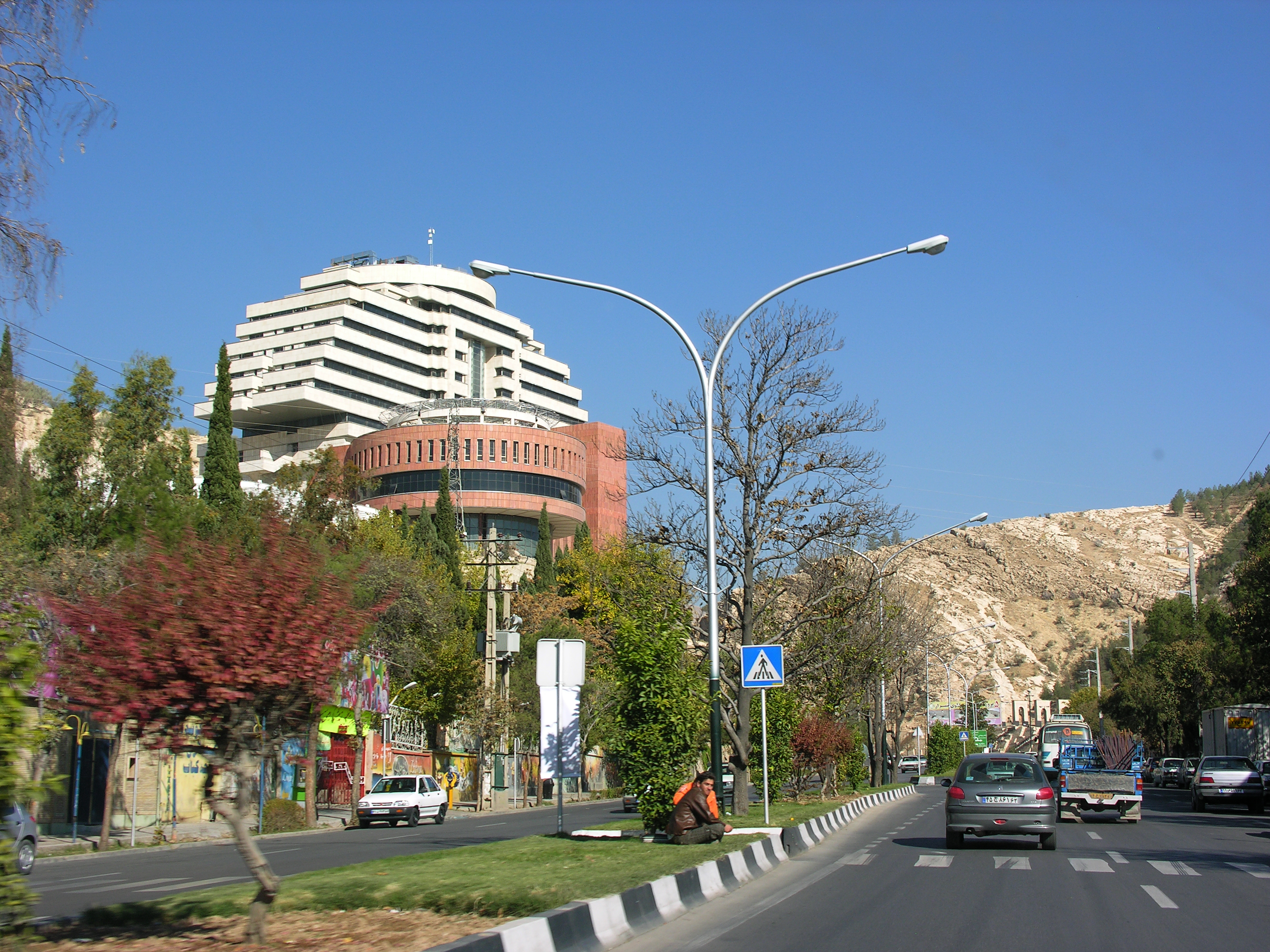
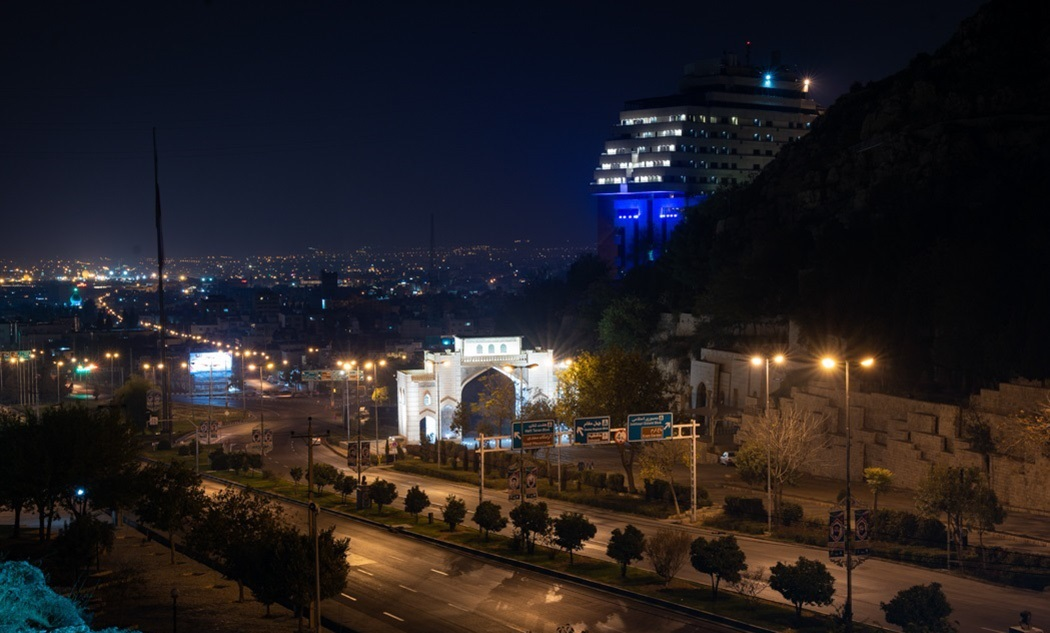

## حاشیه‌ها

### سیل ۱۳۹۸
هتل بزرگ شیراز در جریان سیل ۱۳۹۸ شیراز درب‌های خود را بر روی سیل زده‌ها گشوده و ضمن توزیع حوله، خوراک و نوشیدنی گرم اقدام به پذیرایی رایگان از سیل زدگان نمود و پس از آن شیرازی‌ها در هتل‌ها و مهمانخانه‌ها و ورزشگاه‌ها و مدارس و منازل را به روی مسافران باز نمودند و سفره‌خانه‌داران، هتل‌داران، مجتمع‌های گردشگری و رستوران‌ها و … پای کار آمدند و بیش از ۲۵ هزار پرس‌غذای گرم تأمین و توزیع شد.